# Liangjing
Liangjing (kinesiska: 良井) är en köping i sydöstra Kina. Den ligger i stadsdistriktet Huiyang i staden Huizhou i provinsen Guangdong, omkring 130 kilometer öster om provinshuvudstaden Guangzhou. Antalet invånare är 25 043. Befolkningen består av 12 399 kvinnor och 12 644 män. Barn under 15 år utgör 17,0 %, vuxna 15-64 år 70 %, och äldre över 65 år 11,0 %.